# Nikola Drinčić
Nikola Drinčić (in serbo Никола Дринчић?; Belgrado, 7 settembre 1984) è un allenatore di calcio ed ex calciatore serbo naturalizzato montenegrino, di ruolo centrocampista.

## Palmarès

### Club

#### Competizioni nazionali
- Campionato serbo: 1

Partizan: 2014-2015
- Coppa d'Israele: 1

Maccabi Haifa: 2015-2016
- Coppa di Serbia: 1

Vojvodina: 2019-2020